# Sachiko Chiba
Sachiko Chiba (吉川満子, Chiba Sachiko), née le 16 février 1911 et morte le 22 octobre 1993, est une actrice japonaise.

## Biographie
Sachiko Chiba a tourné dans près de 50 films entre 1933 et 1944.
Elle a été mariée au réalisateur Mikio Naruse de 1937 à 1940.

## Filmographie sélective
- 1933 : L'Appel de l'Asie (叫ぶ亜細亜, Sakebu Ajia?) de Tomu Uchida

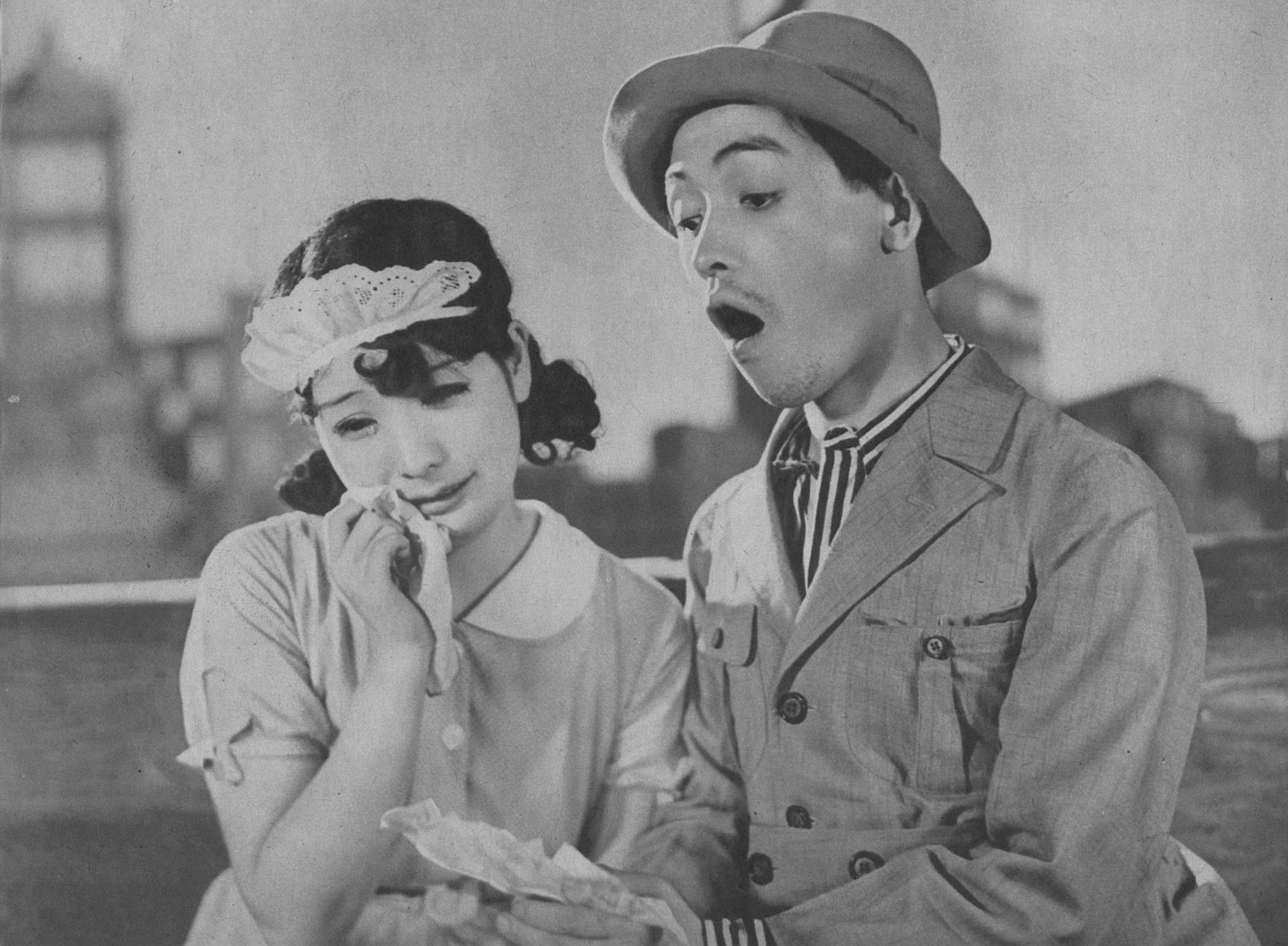
Sachiko Chiba et Kamatari Fujiwara dans Ongaku kigeki: Horoyoi jinsei (1933).

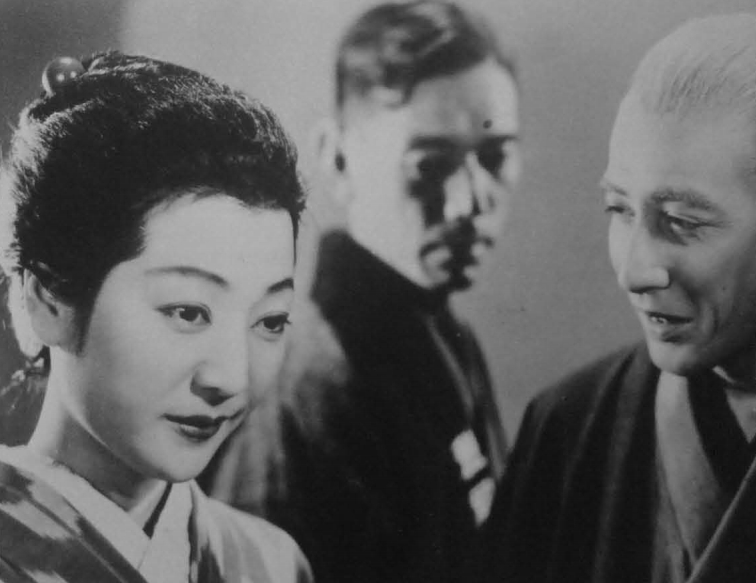
Sachiko Chiba, Kō Mihashi et Yō Shiomi dans La Fille dont on parle (1935).

- 1933 : Ongaku kigeki: Horoyoi jinsei (音楽喜劇 ほろよひ人生?)[2] de Sotoji Kimura : Emiko
- 1933 : Junjō no miyako (純情の都?) de Sotoji Kimura : Michiko
- 1934 : Sakura ondo: Namida no haha (さくら音頭 涙の母?) de Sotoji Kimura
- 1934 : La Jeunesse accomplie d'Enolen (エノケンの青春酔虎伝, Enoken no seishun suikoden?) de Kajirō Yamamoto
- 1934 : Le Général des Alpes (あるぷす大将, Arupusu taishō?) de Kajirō Yamamoto
- 1935 : L'Actrice et le poète (女優と詩人, Joyu to shijin?) de Mikio Naruse : Chieko
- 1935 : Ma femme, sois comme une rose (妻よ薔薇のやうに, Tsuma yo bara no yo ni?) de Mikio Naruse : Kimiko Yamamoto
- 1935 : Tokai no kaii shichiji sanpun (都会の怪異七時三分?) de Sotoji Kimura : Kanko Shimazaki
- 1935 : La Fille dont on parle (噂の娘, Uwasa no musume?) de Mikio Naruse : Kunie
- 1936 : Je suis un chat (吾輩は猫である, Wagahai wa neko de aru?) de Kajirō Yamamoto
- 1936 : Tochuken Kumoemon (桃中軒雲右衛門, Kumoemon Tōchūken?) de Mikio Naruse : Chidori
- 1936 : Le Chemin parcouru ensemble (君と行く路, Kimi to yuku michi?) de Mikio Naruse (non créditée)
- 1936 : Une avenue au matin (朝の並木路, Ashita no namikimichi?) de Mikio Naruse : Chiyo
- 1937 : Le Bandit samouraï (戦国群盗伝 前篇 虎狼, Sengoku guntō-den: Zenpen: Tora ōkami?) : la princesse Koyuki
- 1937 : Sengoku guntō-den: Kōhen: Akatsuki no zenshin (戦国群盗伝 後篇 暁の前進?)
- 1937 : Un mari chaste I (良人の貞操 前篇 春来れば, Otto no teiso: Haru kitareba?) de Kajirō Yamamoto
- 1937 : Un mari chaste II (良人の貞操 後篇 秋ふたたび, Otto no teiso: Aki futatabi?) de Kajirō Yamamoto
- 1939 : La Classe des femmes - À l'école - Les Sept images (女の教室・学校の巻 七つの俤, Onna no kyōshitsu: Gakkō no maki: Nanatsu no omokage?) de Yutaka Abe : Uiko Todoroki
- 1939 : La Classe des femmes II (女の教室 中・後篇, Onna no kyōshitsu: Kōhen?) de Yutaka Abe : Uiko Todoroki
- 1939 : Sono zen'ya (その前夜?) de Ryō Hagiwara : Yoshie Todo
- 1940 : Niiduma kagami: Zenpen (新妻鏡 前篇?) de Kunio Watanabe
- 1940 : Niiduma kagami: Kōhen (新妻鏡 後篇?) de Kunio Watanabe
- 1940 : Ioko Okumura (奥村五百子, Okumura Ioko?) de Shirō Toyoda
- 1941 : Iemitsu to Hikoza (長谷川・ロッパの 家光と彦左, Hasegawa Roppa no Iemitsu to Hikoza?) de Masahiro Makino : Dame Kasuga
- 1941 : Le Héron blanc (白鷺, Shirasagi?) de Yasujirō Shimazu
- 1941 : Le Chemin de gloire d'un homme (男の花道, Otoko no hanamichi?) de Masahiro Makino
- 1942 : La Terre verte (緑の大地, Midori no daichi?) de Yasujirō Shimazu
- 1942 : La Carte d’une mère (母の地図, Haha no chizu?) de Yasujirō Shimazu : Makie
- 1944 : Watashi no uguisu (私の鶯?) de Yasujirō Shimazu